# اچ‌ام‌اس ای۶

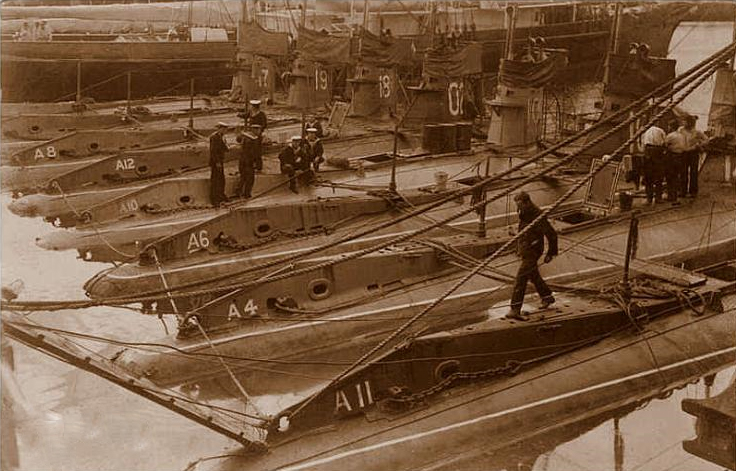
تصویر از چند زیر دریایی اچ‌ام‌اس ای۶

اچ‌ام‌اس ای۶ (به انگلیسی: HMS A6) یک زیردریایی بود که طول آن ۱۰۵٫۲۵ فوت (۳۲٫۰۸ متر) بود. این زیردریایی در سال ۱۹۰۴ ساخته شد.